# Ezra Ngcukana
Ezra Nyaniso Ngcukana (* 25. August 1954 in Port Elizabeth; † 9. August 2010 in Gugulethu) war ein südafrikanischer Musiker (Tenor- und Sopransaxophon, Piano, Gesang) des Cape Jazz.

## Leben und Wirken
Ngcukana stammte aus einer Musikerfamilie (sein Vater Christopher Mra Ngcukana spielte mit Chris McGregor, seine Brüder Duke und Cyril sind als Flügelhornist und Keyboarder aktiv). Er wuchs in Langa auf. Mit acht Jahren begann er, zunächst auf der Trompete; ab 1970 spielte er Saxophon. Er studierte an der University of South Africa Naturwissenschaften und Ökonomie und gehörte zur Big Band von Abdullah Ibrahim und 1972 zu Louis Moholos Spirits Rejoice. Weiterhin arbeitete er mit Winston Mankunku und mit Duke Makasi zusammen und war in den 1980er Jahren einer der führenden Musiker der Kapstädter Jazzszene. Er beeinflusste jüngere Musiker wie McCoy Mrubata. Auch spielte er in Basil Coetzees Band Sabenza. 1989 erhielt er von Koloi Lebona die Gelegenheit zu seinem Debütalbum, auf dem neben von Fusion und von Coltrane geprägten Stücken auch eine Komposition seines Vaters und (als Titelstück) Mongezi Fezas You Think You’ll Know Me (But You’ll Never Know Me)  zu finden sind. Daneben spielte er mit den Four Sounds. Seit dem Jahr 2000 leitete er auch gemeinsam mit dem Jazzpianisten George Werner die Jugend-Bigband Little Giants, mit der er auch auf Kapstädter Festival Jazzathon auftrat.

## Diskographische Hinweise
- You Think You’ll Know Me (1989, mit Duke Ngcukana, Errol Dyers, Cyril Ngcukana, Victor Ntoni, Vusi Khumalo u. a.)
- dUrban Noise Works (1997, mit Gladman Mvukuzane Ngubo, Luc Houtkamp, Vicky Godard, Sazi Dlamini, Lex Futshane, Jürgen Brauninger)
- Little Giants Ungalibali (2006, mit Robbie Jansen, Soi Soi Gqeza u. a.)